# Top Cat e i gatti di Beverly Hills
Top Cat e i gatti di Beverly Hills (Top Cat and the Beverly Hills Cats) è un film d'animazione statunitense, prodotto dalla Hanna-Barbera nel 1988. Il film è basato su due episodi della serie animata Top Cat, ed è andato in onda negli Stati Uniti il 9 gennaio 1988 e in Italia il 21 ottobre 1991.
Il film è il quinto capitolo della serie Hanna-Barbera Superstars 10 composta da dieci film di novanta minuti l'uno prodotta nel 1987 e 1988.

## Trama
Il film si apre su quella che sembra essere un'altra giornata normale a Hoagie's Alley (che, ai fini di questa storia, è stata apparentemente trasferita più vicino a Beverly Hills) per Top Cat e la sua banda, che oggi si atteggiano a Boy Scouts, in giro a fare buone azioni nella speranza di ottenere ricompense. Nel corso di questo, Benny salva la vita di una donna delle borse . All'insaputa di Benny, in seguito viene rivelato che in realtà è una donna ricca di nome Gertrude Vandergelt, che ha intenzione di lasciare la sua fortuna alla nipote scomparsa, un'adolescente di 16 anni di nome Amy.
Nel frattempo, l'agente Dibble arriva per porre fine agli imbrogli di TC dopo un tentativo fallito di Brain di lavare il parabrezza della sua macchina della polizia. Proprio quando Dibble sta per arrestare la banda, però, riceve una telefonata che dice che la sua domanda di pensionamento è stata approvata, quindi ora può ritirarsi dalle forze di polizia, e quindi ritira le accuse contro la banda dei gatti.
Pochi giorni dopo in un negozio di zingari, Benny riceve la notizia dall'avvocato della signora Vandergelt, Sid Buckman, che è morta e ha messo il suo nome nel suo testamento. Dopo aver saputo di ciò, Top Cat e il resto della banda accompagnano Benny alla villa dei Vandergelt, dove Dibble ora lavora come guardia di sicurezza. Alla villa, incontrano il connivente maggiordomo Snerdly e il suo cane lupo Muttley Rasputin. Buckman legge il testamento, in cui si afferma che Benny eredita la sua fortuna (visto che la vera erede della fortuna, Amy, non si trova da nessuna parte), a condizione che non gli accada nulla di male entro i prossimi due giorni. Questo sconvolge Snerdly, perché aveva sperato di ottenere lui stesso la fortuna, quindi lui e Rasputin complottano per liberarsi di Benny. Nel mentre Top Cat e la banda si trasferiscono nella villa dei Vandergelt con Benny.
Dopo diversi tentativi falliti di far fuori Benny, Snerdly si rende conto che per arrivare a lui dovrà prima sbarazzarsi di Top Cat. Per questo, il maggiordomo chiama una gatta femme fatale di nome Kitty Glitter, dicendogli di avergli trovato come sposo un gatto ricco di nome Top Cat. Kitty essendo desiderosa di avere un gatto ricco per marito (al punto che indossa un abito da sposa per l'appuntamento) accetta subito ma confonde Top Cat con Brain.
Quella notte, Snerdly organizza una festa in costume, facendo indossare a Benny una maschera da bulldog e poi chiamando l'accalappiacani locale e il suo dobermann domestico Dobey per dire che c'è un cane randagio che vaga per la tenuta di Vandergelt. Abbastanza sicuro, l'accalappiacani arriva e cattura Benny. Non ci vuole molto perché Top Cat e il resto della banda si rendano conto che il loro amico è scomparso, quindi vanno a cercarlo. Grazie a una soffiata di Dibble, TC scopre che Benny è stato portato al canile, quindi prendono la limousine lì e fanno uscire Benny. Proprio mentre scappano, però, l'accalappiacani si lancia all'inseguimento.
Mentre sono in fuga dall'accalappiacani, Top Cat e la banda si nascondono dentro un autolavaggio e lì tra i dipendenti riconoscono la perduta nipote Amy (finita lì per colpa del maggiordomo), quindi decidono di riportarla alla villa in modo che l'eredità possa essere legittimamente data a lei. Arrivano troppo tardi, poiché ora è mezzanotte e Snerdly ha appena ereditato la fortuna di Vandergelt, ma si scopre che Sid Buckman è in realtà Gertrude Vandergelt travestita. Rivela che ha simulato la sua morte come parte di un piano per smascherare la disonestà di Snerdly. Nel loro tentativo di fuga, Snerdly con la maschera da bulldog e Rasputin vengono catturati dall'accalappiacani.
Alla fine, Top Cat e la banda tornano nel loro vecchio stile di vita a Hoagie's Alley, e Dibble si riunisce alle forze di polizia locale. Kitty Glitter riappare, desiderosa ancora di sposare il gatto ricco che crede sia Top Cat, ma lo lascia quando Brain si lascia sfuggire che sono al verde. Successivamente, Amy visita il vicolo per fare un picnic con la banda dei gatti e Dibble.

## Doppiatori
| Personaggio                | Doppiatore originale | Doppiatore italiano |
| -------------------------- | -------------------- | ------------------- |
| Brain                      | Leo De Lyon          | Wladimiro Grana     |
| Spook                      | Leo De Lyon          | ?                   |
| Choo-Choo                  | Marvin Kaplan        | ?                   |
| Benny                      | Avery Schreiber      | Mino Caprio         |
| Top Cat                    | Arnold Stang         | Willy Moser         |
| Agente Dibble              | John Stephenson      | ?                   |
| Fancy-Fancy                | John Stephenson      | ?                   |
| Cameriere                  | John Stephenson      | ?                   |
| Sid Buckman                | Richard Erdman       | ?                   |
| Manager dell'auto lavaggio | Richard Erdman       | ?                   |
| Kitty Glitter              | Teresa Ganzel        | ?                   |
| Gertrude Vandergelt        | Linda Gary           | ?                   |
| Chiappacani                | Kenneth Mars         | ?                   |
| Il regista                 | Kenneth Mars         | ?                   |
| Amy Vandergelt             | Lilly Moon           | ?                   |
| James lo Chauffeur         | Rob Paulsen          | ?                   |
| Lester Pester              | Rob Paulsen          | ?                   |
| Autista del Bus            | Rob Paulsen          | ?                   |
| Snerdly                    | Henry Polic II       | Franco Zucca        |
| Dobey                      | Frank Welker         | ?                   |
| Rasputin                   | Frank Welker         | Gino Pagnani        |